# Piotr Kurozwęcki
Piotr Kurozwęcki zwany „Piorun” (zm. 1499 w Wiedniu) – polski szlachcic herbu Poraj.
Piotr Kurozwęcki Lubelczyk zwany Piorun był synem Krzesława Kurozwęckiego i Ewy Czarnej z Gorzyc herbu Sulima oraz bratem Mikołaja, Dobiesława i Stanisława.
Karierę zawdzięczał poparciu króla Kazimierza Jagiellończyka w sporze z biskupem Jakubem z Sienna o obsadę biskupstwa krakowskiego. W latach 1475–1477 był marszałkiem nadwornym. W 1479 został podskarbim koronnym. W 1494 został kasztelanem sandomierskim, był również starostą oświęcimskim w latach 1491–1494 i krakowskim w latach 1491–1495. Był wysyłany w misje zagraniczne. Był świadkiem wydania przywileju piotrkowskiego w 1496 roku.
Urząd podskarbiego wykorzystywał w celu własnego wzbogacania się (dążył np. do skupienia w swoim ręku podzielonej ojcowizny), dokonywał malwersacji i psuł monetę za dużą skalę, przez co musiał zbiec z kraju do Wiednia i za co spotkała go również konfiskata majątku (1499). Wkrótce potem zmarł.
Nie wiadomo czy się ożenił i miał jakieś potomstwo. Majątek jego, skonfiskowany przez króla, został po kilku latach zwrócony jego braciom.